# Хайатвилл (Вайоминг)
Хайатвилл (англ. Hyattville, Wyoming) — статистически обособленная местность, расположенная в округе Биг-Хорн (штат Вайоминг, США) с населением в 73 человека по статистическим данным переписи 2000 года.

## География
По данным Бюро переписи населения США статистически обособленная местность Хайатвилл имеет общую площадь в 10,62 квадратных километров, водных ресурсов в черте населённого пункта не имеется.
Хайатвилл расположен на высоте 1357 метров над уровнем моря.

## Демография
По данным переписи населения 2000 года в Хайатвилле проживало 73 человека, 20 семей, насчитывалось 32 домашних хозяйства и 62 жилых дома. Средняя плотность населения составляла около 6,9 человека на один квадратный километр. Расовый состав Хайатвилла по данным переписи распределился следующим образом: 97,26 % — белых, 1,37 % — азиатов, 1,37 % — представителей смешанных рас.
Из 32 домашнего хозяйства в 25,0 % — воспитывали детей в возрасте до 18 лет, 53,1 % представляли собой совместно проживающие супружеские пары, в 9,4 % семей женщины проживали без мужей, 34,4 % не имели семей. 31,3 % от общего числа семей на момент переписи жили самостоятельно, при этом 15,6 % составили одинокие пожилые люди в возрасте 65 лет и старше. Средний размер домашнего хозяйства составил 2,28 человек, а средний размер семьи — 2,81 человек.
Население статистически обособленной местности по возрастному диапазону по данным переписи 2000 года распределилось следующим образом: 26,0 % — жители младше 18 лет, 5,5 % — между 18 и 24 годами, 21,9 % — от 25 до 44 лет, 27,4 % — от 45 до 64 лет и 19,2 % — в возрасте 65 лет и старше. Средний возраст жителей составил 42 года. На каждые 100 женщин в Хайатвилле приходилось 102,8 мужчин, при этом на каждые сто женщин 18 лет и старше приходилось 100,0 мужчин также старше 18 лет.
Средний доход на одно домашнее хозяйство в статистически обособленной местности составил 23 125 долларов США, а средний доход на одну семью — 45 625 долларов. При этом мужчины имели средний доход в 29 375 долларов США в год против 17 813 долларов среднегодового дохода у женщин. Доход на душу населения в статистически обособленной местности составил 20 324 доллара в год. Все семьи Хайатвилла имели доход, превышающий уровень бедности, 6,5 % от всей численности населения находилось на момент переписи населения за чертой бедности, при том все жители младше 18 и старше 65 лет имели совокупный доход, превышающий прожиточный минимум.